# Socovel
Socovel is een Belgisch historisch merk van brom- en motorfietsen.
Socovel stond voor SOciété pour l’étude et la COnstruction de Vehicules ELectriques (Vennootschap voor onderzoek en constructie van elektrische voertuigen). De bedrijfsnaam was Ets. Socovel, Bruxelles.

## Elektrische motorfietsen
Socovel was opgericht door Maurice en Albert de Limelette. Vanaf 1938 begonnen ze met de productie van elektrische motorfietsen. Deze productie ging tijdens de Tweede Wereldoorlog, met toestemming van de Duitsers, door. Men maakte overigens ook elektrische triporteurs en zijspannen.
De "motorfietsen" leken enigszins op kleine scooters zonder plaatwerk, met in het vooronder een enorme kist waar de accu's in vervoerd werden. Daarachter zat een elektromotor met een kettingaandrijving naar het achterwiel.

## Tweetaktmotoren
Misschien (mede) door de benzinerantsoenering tijdens de oorlog kende Socovel toch nog enig succes met de elektrische motorfietsen, maar na de oorlog was dit probleem uit de wereld en liet men de Socovels links liggen. De gebroeders de Limelette konden niet anders dan overschakelen op conventionele modellen, die voorzien werden van 125 Villiers-tweetaktmotoren, naast "bromfietsen" met een 98 cc-blokje. De elektrische modellen waren echter in 1948 nog leverbaar.
Vanaf 1951 leverde men tweetakten van 125- tot 350 cc, die niet alleen veel op Jawa's leken, maar ook door deze blokken werden aangedreven.
In 1952 (het jaar dat Albert de Limette overleed) volgden 125- en 200 cc scooters met CZ-blokjes, maar voor de motorfietsen schakelde men weer over op motoren van Villiers. In 1956 voerde men de badge-engineering geheel door: gewone Maico-modellen werden van het Socovel-logo voorzien. Maar men produceerde ook bromfietsen met 50 cc ILO-blok, een 150 cc met Villiers- en een eigen 200 cc met een Maico-motor. Waarschijnlijk werden ook Sachs-inbouwmotoren toegepast.
De opkomst van de goedkope auto's kostte het merk echter de kop. De zoon van Maurice de Limette ging onder de merknaam Socovel-Kart tot ca. 1960 karts produceren met de restvoorraden van het bedrijf.

## Trivia
- Volgens sommige bronnen werden ook nog - geheel tegen het gebruik in - viertakt-inbouwmotoren toegepast, en wel de boxermotoren van Coventry Victor. Dit zou dan precies in de periode zijn geweest dat men zich juist op elektrische voertuigen wilde richten; Coventry Victor staakte de productie in 1938.
- De Duitsers gaven Socovel toestemming voor de productie van 500 motorfietsen. Toen dat aantal bereikt was, kregen de volgende exemplaren serienummers lager dan 500, zodat de productie kon doorgaan. Dit moet echter dubbele framenummers hebben opgeleverd…